# Арсений (Шишка)
Архиепископ Арсений (Шишка или Шишко; ум. 1576) — епископ Киевской митрополии Константинопольского патриархата, архиепископ Полоцкий, Витебский и Мстиславский.

## Биография
Известно, что он подвизался в Полоцком Иоанно-Предтеченском на острове монастыре. Впоследствии был настоятелем этого же монастыря.
22 октября 1562 года хиротонисан во епископа Полоцкого с возведением в сан архиепископа.
15 февраля 1563 года при взятии Полоцка русскими войсками епископ Арсений был взят в плен и отправлен в Москву. Затем его сослали в заточение в Спасо-Каменный монастырь на Кубенском озере.
Скончался в заточении в 1576 году.